# ماسون روبرتسون
ماسون روبرتسون (بالإنجليزية: Mason Robertson)‏ هو لاعب كرة قدم بريطاني في مركز الدفاع، ولد في 23 يوليو 1994 في غلاسكو في المملكة المتحدة. لعب مع فينيكس راسينغ.